# Flecha Valona 1998
La Flecha Valona 1998 se disputó el 15 de abril de 1998, y supuso la edición número 62 de la carrera. El ganador fue el danés Bo Hamburger. El belga Frank Vandenbroucke y el italiano Alberto Elli completaron el podio, siendo respectivamente segundo y tercero.

## Clasificación final
| Pos. | Ciclista            | Equipo        | Tiempo   |
| ---- | ------------------- | ------------- | -------- |
| 1    | Bo Hamburger        | Casino-Ag2r   | 5h06'41" |
| 2    | Frank Vandenbroucke | Mapei-Bricobi | a 6"     |
| 3    | Alberto Elli        | Casino-Ag2r   | a 10"    |
| 4    | Maarten den Bakker  | Rabobank      | a 12"    |
| 5    | Michele Bartoli     | Asics         | a 15"    |
| 6    | Luc Leblanc         | Polti         | a 17"    |
| 7    | Pascal Hervé        | Festina-Lotus | a 18"    |
| 8    | Roberto Petito      | Saeco         | a 19"    |
| 9    | Laurent Dufaux      | Festina-Lotus | a 22"    |
| 10   | Rodolfo Massi       | Casino-Ag2r   | a 25"    |